# Shanghaier Institut für technische Physik
Das Shanghaier Institut für technische Physik (chinesisch 中国科学院上海技术物理研究所, Pinyin Zhōngguó Kēxuéyuàn Shànghǎi Jìshù Wùlǐ Yánjiūsuǒ) ist eine Einrichtung der Chinesischen Akademie der Wissenschaften im zentralen Stadtbezirk Hongkou von Shanghai, Volksrepublik China. Man befasst sich dort mit angewandter Infrarotphysik und Optoelektronik, primär für auf Flugzeugen und Raumflugkörpern eingesetzte Instrumente.
Direktor des Instituts ist seit dem 12. Dezember 2018 Ding Lei (丁雷, * 1968), ein Spezialist für satellitengestützte optische Fernerkundung.

## Geschichte
Das Institut für technische Physik wurde am 28. Oktober 1958 von der Chinesischen Akademie der Wissenschaften zusammen mit der Fudan-Universität gegründet, es befand sich ursprünglich auf dem Campus der Universität im Shanghaier Stadtbezirk Yangpu. Initiatorin des Projekts und erste Institutsleiterin war die Physikerin Xie Xide von der Fakultät für Physik der Fudan-Universität.
Ab Januar 1961 unterstand das Institut dann nur noch der Akademie der Wissenschaften. Als sich dort mit Wirkung vom 1. September 1962 die Organisationsstruktur änderte – Shanghai gehörte nun zur Zweigakademie Ostchina – wurde die Einrichtung in „Ostchinesisches Institut für technische Physik“ (华东技术物理研究所) umbenannt.
Am 3. Februar 1964 beschloss die Parteizelle in der Hauptverwaltung der Akademie der Wissenschaften, dass das Institut zu einem der Forschungszentren für Infrarottechnologie der Akademie ausgebaut werden sollte. Dieses Gebiet war von militärischer Bedeutung, und als nach dem Januarsturm 1967 die Kulturrevolution in Shanghai eskalierte, wurde das Institut am 1. März 1968 der Kommission für Wehrtechnik der Volksbefreiungsarmee unterstellt, um die Wissenschaftler zu schützen.
Ebenso wie seit Juli 1967 das Changchuner Institut für Optik und Feinmechanik gehörte das Shanghaier Institut nun zur 15. Akademie der Wehrtechnik-Kommission (国防科委第十五研究院).
Es trug die Bezeichnung „Institut 1510“ (1510所, also „10. Institut der 15. Akademie“), offiziell waren die Wissenschaftler nun die „Einheit 834 Süd der Volksbefreiungsarmee“ (中国人民解放军南字834部队).
Im Juni 1970 wurde die Einrichtung unter dem Namen „Shanghaier Institut für technische Physik“ wieder der Chinesischen Akademie der Wissenschaften unterstellt, und am 18. April 1972 bezog man neue Räumlichkeiten auf einem 7,3 ha großen Gelände im Nachbarbezirk Hongkou an der Ecke Sun-Yatsen-Straße/Yutian-Straße.

## Struktur
Ende 2019 hatte das Shanghaier Institut für technische Physik 1235 Mitarbeiter, 505 davon waren Verwaltungspersonal, 730 waren im wissenschaftlich-technischen Bereich tätig. Von diesen waren 161 ordentliche Professoren und Werkmeister, 205 waren außerordentliche Professoren und Facharbeiter.
Neben der Verwaltung mit Buchhaltung, Personalabteilung, Geheimhaltung etc. sowie diversen Labors und Werkstätten verfügt das Institut über sechs Schwerpunktlabors:
- Nationales Schwerpunktlabor für Infrarotphysik (红外物理国家重点实验室), gegründet 1985[9][10]
- Nationales Schwerpunktlabor für Sensortechnologie (传感技术联合国家重点实验室), gegründet 1987[11]
- Schwerpunktlabor für Infrarot-Bildgebung (中国科学院红外成像材料与器件重点实验室), gegründet 2008[12][13]
- Schwerpunktlabor für Infraroterkundung und Bildgebungstechnologie (中国科学院红外探测与成像技术重点实验室), gegründet 2009[14]
- Schwerpunktlabor für aktive Optoelektronik im Weltraum (中国科学院空间主动光电技术重点实验室), gegründet 2013[15][16]
- Schwerpunktlabor für intelligente Infrarotwahrnehmung (中国科学院智能红外感知重点实验室), gegründet 2018[17][18]

## Lehre
Am 25. November 1981 erteilte der Staatsrat der Volksrepublik China dem Shanghaier Institut für technische Physik die Genehmigung, in Zusammenarbeit mit der Chinesischen Universität für Wissenschaft und Technik, Hefei, Diplomingenieur- und Doktortitel zu verleihen.
Im Studienjahr 2021/2022 gab es am Institut 631 Studenten (6 davon Ausländer), darunter 158 Diplomanden, 250 Doktoranden und 223 Gaststudenten von anderen Universitäten, die am Institut ein Praktikum machten. Außerdem waren dort 63 Postdocs tätig.
Damals wurden folgende Studiengänge angeboten:
- Theoretische Elektrotechnik (物理电子学, Diplom und Promotion)
- Schaltkreise und Systeme (电路与系统, Diplom und Promotion)
- Mikroelektronik und Festkörperelektronik (微电子学与固体电子学, Diplom und Promotion)
- Kryotechnik (制冷及低温工程, Diplom und Promotion)
- Physik der kondensierten Materie (凝聚态物理, Diplom und Promotion)
- Optik (光学, Diplom und Promotion)
- Technische Optik (光学工程, Diplom)
- Signal- und Datenverarbeitung (信号与信息处理, Diplom)

## Publikationen
- Seit 1982 gibt das Institut die zweimonatlich erscheinende „Zeitschrift für Infrarot und Millimeterwellen“ (红外与毫米波学报 bzw. Journal of Infrared and Millimeter Waves) heraus, ursprünglich vierteljährlich unter dem Namen „Infrarotforschung“ (红外研究 bzw. Chinese Journal of Infrared Research). 1985 wurde auf die zweimonatliche Erscheinungsweise umgestellt, 1991 erhielt die Zeitschrift ihren heutigen Namen.[22][23]
- Seit 1980 wird die monatlich erscheinende Zeitschrift „Infrarot“ (红外 bzw. Infrared) herausgegeben. Neben Beiträgen zu Infrarotanwendungen in Medizin und Industrie liegt hier der Schwerpunkt auf militärischem Gebiet, mit Nachtsichtgeräten, Frühwarnsystemen, Kommunikationslasern etc.[24]

## Wichtige Projekte
- Fengyun-Wettersatelliten[25]
- Shenzhou 3 (Spektroradiometer)
- Shenzhou 7 (Außenscheinwerfer, Kamera des Begleitsatelliten)[26]
- Chang’e 1 (Laser-Entfernungsmesser)[27]
- Chang’e 4 (Laser-Entfernungsmesser, dreidimensional abbildender Laserscanner)
- Chang’e 5 (Spektrometer)[28]
- Jadehase, Jadehase 2 (Infrarotspektrometer)
- Tianwen-1 (Hyperspektraldetektor)
- Zhurong (Nahinfrarot-Spektrometer)
- Gaofen 7 (Laseraltimeter)[29]
- Guangmu (Infrarotkamera)